# Юлия (дъщеря на Юлий Цезар)
Вижте пояснителната страница за други личности с името Юлия Цезарис.
Юлия Цезарис (на латински: Iulia) е дъщеря на Юлий Цезар и съпруга на Помпей Велики.

## Произход
Юлия е родена през 82 или в 83 г. пр.н.е. в семейството на Гай Юлий Цезар и неговата първа жена Корнелия Цина, дъщерята на Луций Корнелий Цина. Майка ѝ умира през 68 пр.н.е. при раждане и с възпитанието на Юлия се заема баба ѝ, майката на Цезар, Аврелия Кота.

## Брак с Помпей Велики
Както и повечето знатни патрицианки, Юлия също е използвана от баща си като инструмент, който да му помогне в неговата кариера. Първоначално Цезар планирал да я даде за жена на Фауст Корнелий Сула, но през 67 пр.н.е. Сервилия му предлага да се сродят семействата им и той да даде Юлия за жена на нейния син от първия ѝ брак Марк Юний Брут. Цезар се съгласява. Когато обаче идва времето за бракосъчетанието, Цезар разваля уговорката, изплащайки на Брут обещаната компенсация – 100 таланта злато и дава Юлия на своя политически съратник Помпей Велики.
Бракосъчетанието се провежда по обреда, наречен confarreatio – най-тържествения и сложен обред за бракосъчетание, до който се допускат само патриции. При този обред невестата се предава от ръката на баща си в ръката на жениха и това подчертава пълната зависимост на жената от мъжа. Церемонията се провежда в присъствието на великия понтифик и фламена на Юпитер. Разтрогване на така сключен брак било практически невъзможно.
Изглежда, че този брак е бил щастлив, въпреки че разликата във възрастта между двамата е около 23 години. Юлия била красива и добродетелна до такава степен, че Помпей, даже, загубил по някое време интерес към политиката в полза на дома и семейството си. Двамата нямали деца.
През 55 пр.н.е. на изборите за едили на форума избухнали безредици, при които тогата на Помпей била изпръскана с кръв. Когато робите го довели вкъщи, Юлия загубила съзнание, мислейки, че Помпей е убит и това довело до аборт.

## Смърт
През август 54 пр.н.е., при раждане, Юлия умира. Нейното дете, момиченце, също не оцелява и след няколко дни и то умира. Скръбта на Помпей била безутешна. Той искал да погребе Юлия на своята вила на Албанските хълмове, но римляните, които се отнасяли много добре към Юлия, поискали прахът ѝ да бъде положен на Марсово поле, за което било необходимо разрешението на Сената. На изслушаването консула за тази година Луций Домиций Ахенобарб се опитал да се противопостави на такова разрешение, но Сенатът го приел. Прахът на Юлия е погребан на Марсово поле.
Скоро след смъртта на Юлия, Помпей и Цезар стават врагове.
Цезар много скърбял за Юлия. През 46 пр.н.е. той провежда през август игри в нейна чест. Освен това на нейно име са наречени няколко града – Colonia Iulia, в т.ч. град Хелиополис (съвр. Баалбек, Ливан).